# Cordobang
Cordobang ist ein Ortsteil der Stadt Bad Blankenburg im Landkreis Saalfeld-Rudolstadt in Thüringen.

## Geografie und Geologie
410 m NN  hoch liegt das Dorf auf einer Hochfläche zwischen dem unteren Schwarza- und Rinnetal. Der Name heißt Bergwiese und leitete sich aus dem Althochdeutschen (Wang) ab.
Auch diese Flächen liegen im Schiefergebirge des Thüringer Waldes. Der Ort ist erreichbar über die Ortsverbindungsstraße mit Abzweig von der Bundesstraße 88 in Quittelsdorf über Fröbitz.  Nachbardörfer von Cordobang sind Fröbitz und Böhlscheiben.

## Geschichte
Der Weiler wurde 1071 urkundlich ersterwähnt. Bis 1918 gehörte der Ort zur Oberherrschaft des Fürstentums Schwarzburg-Rudolstadt.
Eine erste Erwähnung einer Wehrkirche findet sich im Jahr 1074, das nächste Mal wird die Kirche dann 1653 genannt.
Am 1. Juli 1950 wurde die bis dahin eigenständige Gemeinde Fröbitz eingegliedert.

## Wirtschaft

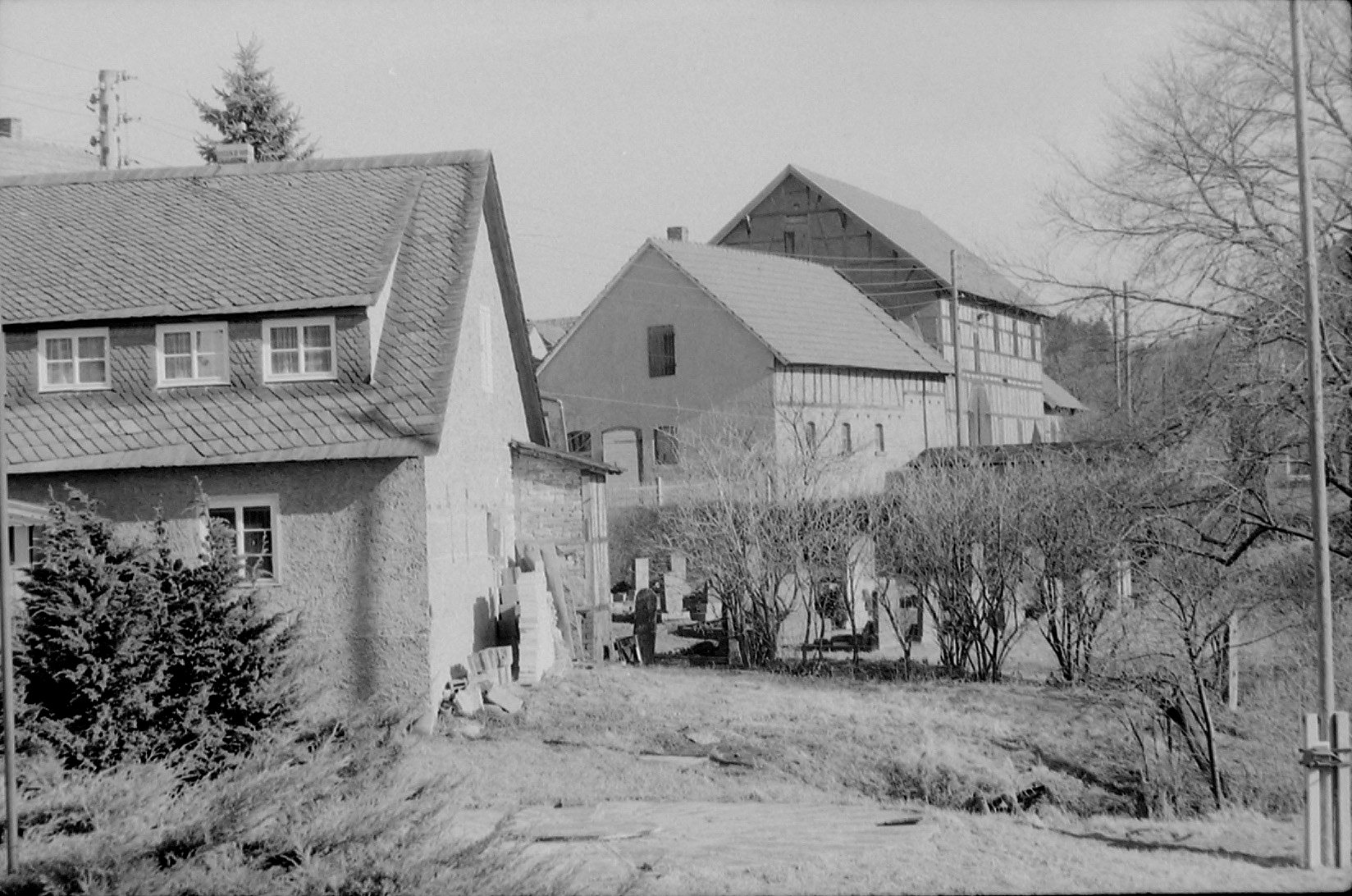
Cordobang im Februar 1990

Cordobang ist land- und waldwirtschaftlich orientiert. Außerdem spielt der Fremdenverkehr eine größere Rolle.